# Каспер, Леопольд
Леопольд Каспер (нем. Leopold Casper; 1859—1959) — немецкий уролог.

## Биография
Леопольд Каспер родился в 1859 году в Берлине. В этом же городе он окончил гимназию, а в 1883 году медицинский факультет Берлинского университета. В том же 1883 году защитил диссертацию на степень доктора медицины.
К изучению урологии Леопольда подтолкнула тяжелая болезнь отца, который страдал гипертрофией предстательной железы. Для этого он отправился продолжить образование в Лондон, где его учителями были выдающиеся хирурги Томпсон и Фрайер. После этого Каспер продолжил повышение квалификации в Париже у Гюйона и в Вене у Диттеля.
В 1892 Каспер стал приват-доцентом по болезням мочевых путей в Берлине, позже получил звание профессора.
После прихода нацистов к власти в Германии в 1933 году он эмигрировал и 8 лет скитался по разным странам Европы. В 1941 году в возрасте 82 лет он пеерхал в США и поселился в Нью-Йорке, где прожил 18 лет, участвуя в научной жизни и посещая заседания Общества имени Рудольфа Вирхова. К 90 годам он почти полностью ослеп, но несмотря на это прочел лекцию о ходе развития урологии конца XIX — начала XX веков на торжественном заседеании этого общества, посвящённого его юбилею. Он умер в Нью-Йорке 16 марта 1959 года, за 2,5 месяца до своего 100-летия.

## Научная работа
Многолетний президент «Немецкого общества урологов», Каспер в значительной мере повлиял на выделение урологии в качестве отдельной клинической дисциплины. Имя Каспера носит изобретённый им уретер-цистоскоп (аппарат для освещения мочевого пузыря с катетеризацией мочеточников).
Отдельные монографии Каспера:
- нем. Die diagnostische Bedeutung des Harmeiter-Katheterismus
- нем. Therapeutische Erfahrungen mit dem Harnleiter-Katheterismus
- нем. Handbuch der Cystoskopie (1898; 2-е изд., 1905)
- нем. Lehrbuch der Urologie (имеется в русском переводе).

Каспер издавал совместно с Лонштейном нем. Monatsberichte über die Gesammtleistungen auf dem Gebiete der Krankheiten der Harn- und Sexualorgane.